# World Fantasy Award
O World Fantasy Award é um conjunto de prêmios anuais, internacionais, concedido a escritores e artistas que tenham apresentado proeminentes realizações no campo da fantasia. Desde 1975, quando foi concedido pela primeira vez, tem sido entregue na World Fantasy Convention.
O prêmio é considerado um dos mais prestigiosos no gênero da ficção especulativa, e pode ser atribuído a qualquer obra que seja classificada no âmbito da fantasia, embora algumas mídias sejam restritas a determinadas categorias.

## Premiação
Os vencedores do World Fantasy Award são escolhidos por um corpo de julgadores, o qual varia de ano para ano. Em 2007, os julgadores foram Gavin Grant, Ed Greenwood, Jeremy Lassen, Jeff Mariotte e Carsten Polzin.
Os vencedores são escolhidos entre grupos de indicados (geralmente, cinco ou seis por categoria), também selecionados em grande parte pelos julgadores, com dois indicados pelos membros do WFC anual. O World Fantasy Award difere assim significativamente em sua administração de outros notáveis prêmios do gênero, tais como o Hugo ou o Nebula. No Hugo, os indicados e vencedores são escolhidos unicamente pelos membros da World Science Fiction Convention, enquanto o Nebula são prêmios para escritores escolhidos por escritores, especificamente, membros do Science Fiction and Fantasy Writers of America. Assim, nem o Hugo nem o Nebula possuem a supervisão de julgadores. 
Por conta do pequeno número de julgadores no World Fantasy Award, e porque eles geralmente tentam  ser abrangentes dentro do gênero, as seleções para premiação são freqüentemente ecléticas. Por exemplo, obras de alta qualidade mas de baixa vendagem, publicadas por pequenas editoras, as quais podem ser negligenciadas por outros prêmios, freqüentemente recebem destaque crítico no World Fantasy Award.
O World Fantasy Award também é único por apresentar categorias para coleções de um só autor e para antologias escritas a várias mãos, algo que nem o Nebula nem o Hugo possuem. 
Na premiação de 1991, a HQ Sandman, número 19 ("A Midsummer's Night Dream"), de Neil Gaiman, ganhou o prêmio de Melhor Conto. Posteriormente, foi feita uma alteração nas regras, restringindo HQs à categoria de Prêmio Especial.

## Categorias presentes e passadas
- World Fantasy Award for Best Novel (romance)
- World Fantasy Award for Best Novella (novela, 10.001 a 40.000 palavras)
- World Fantasy Award for Best Short Fiction (conto, menos de 10.000 palavras)
- World Fantasy Award for Best Anthology (autores múltiplos, original ou reimpressão, um ou mais editores)
- World Fantasy Award for Best Collection (autor único, original ou reimpressão, um ou mais editores)
- World Fantasy Award for Best Artist (ilustrador)
- Prêmios especiais:
  - World Fantasy Convention Award
  - World Fantasy Award for Life Achievement
  - World Fantasy Special Award: Professional
  - World Fantasy Special Award: Non-Professional